# Gargellental

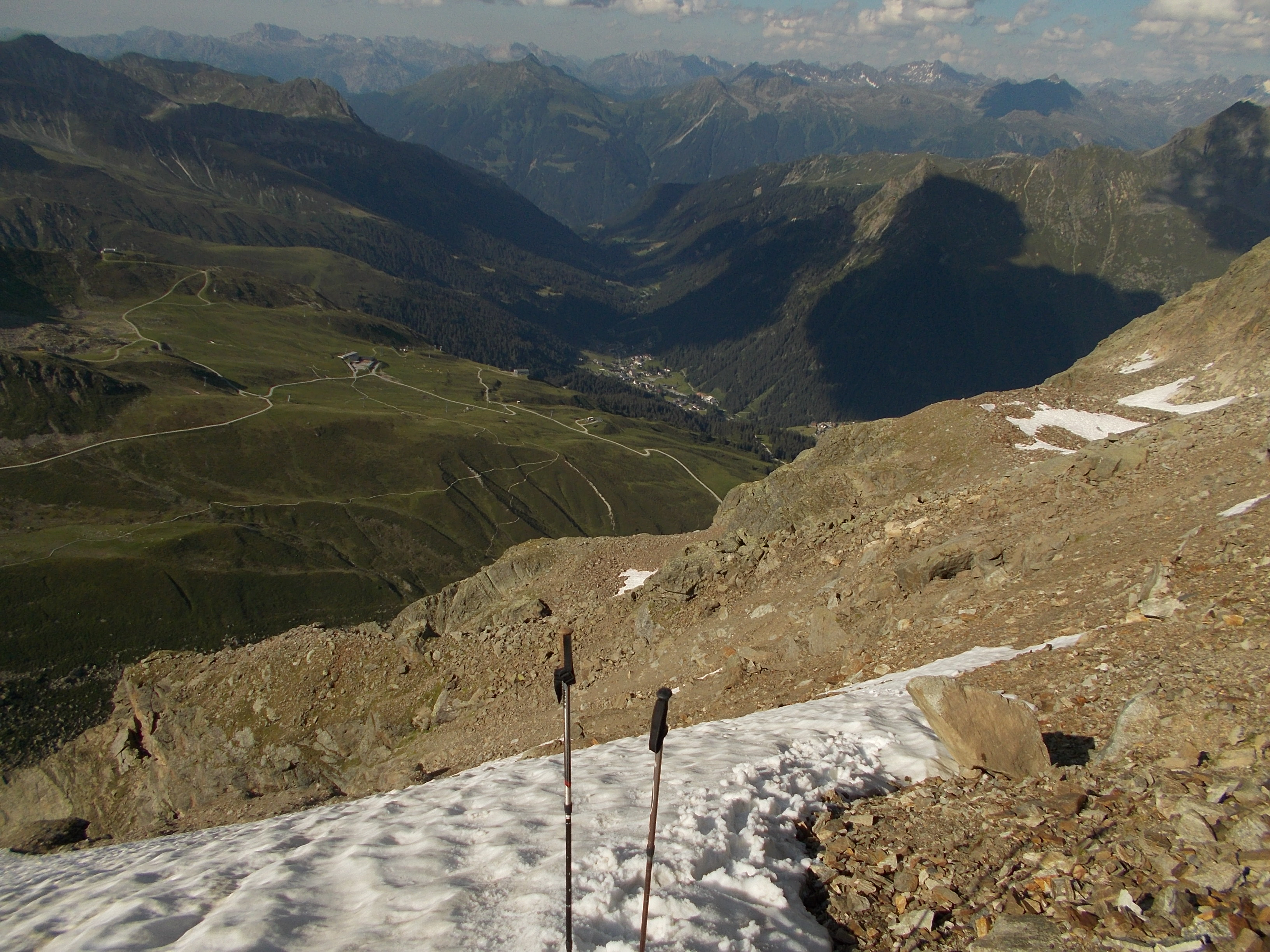
Gargellental

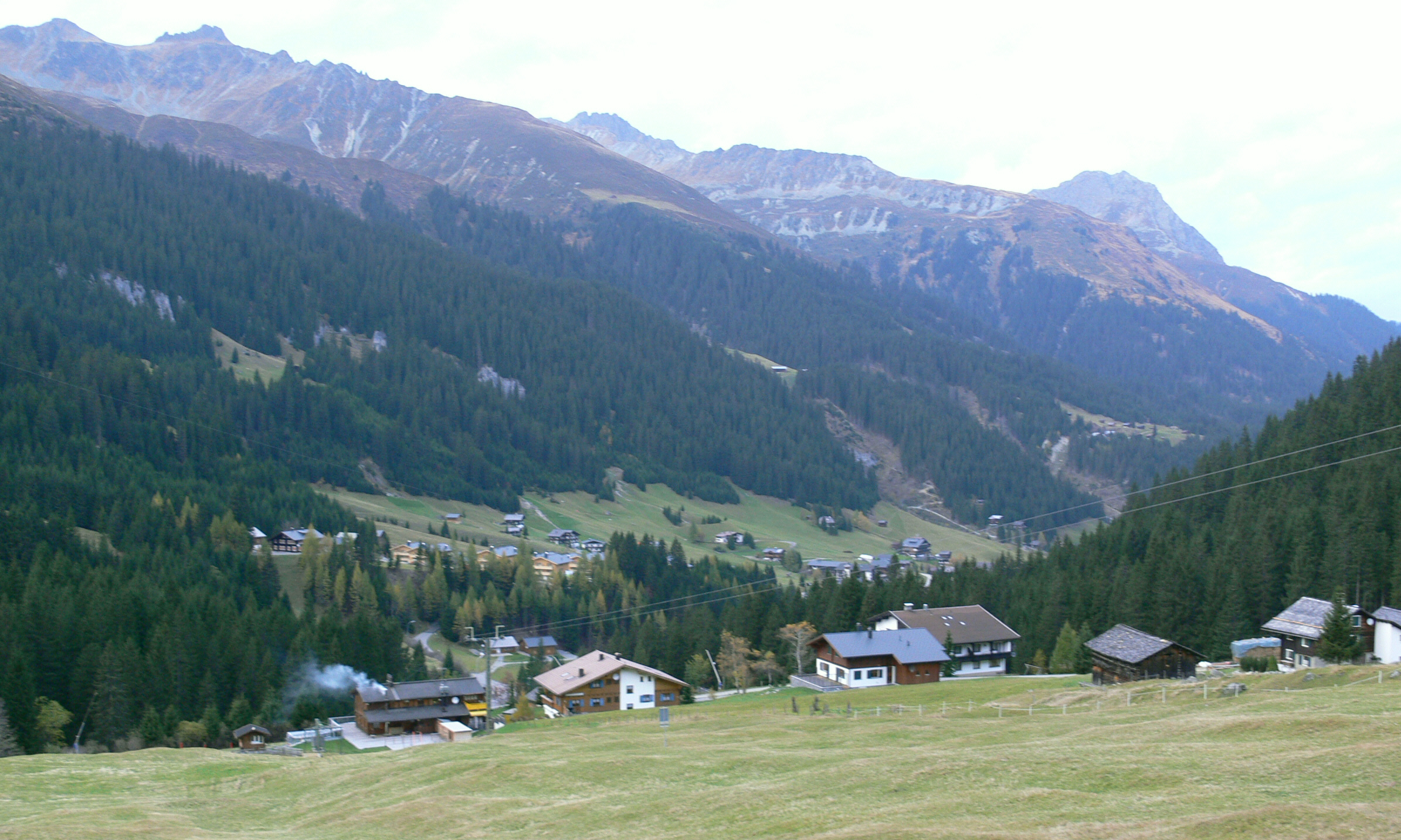
Gargellen

Das Gargellental ist das Tal des Suggadinbachs und liegt im österreichischen Bundesland Vorarlberg. Es ist ein Seitental des Montafons und erstreckt sich von Galgenul bis Gargellen. Es bildet die nördliche Grenze zwischen den Gebirgsgruppen Rätikon und Silvretta. 
Das gesamte Tal liegt in der Gemeinde St. Gallenkirch. Es ist neben dem Silbertal das einzige dauerhaft bewohnte Seitental des Montafons. Die Ortschaft Gargellen hat allerdings nur etwa 120 Einwohner. 

## Seitentäler
Nach der Ortschaft Gargellen teilt sich das Tal in das Vergaldatal und in das Valzifenztal.
Das Valzifenztal führt nach Süden zum Schlappiner Joch an der Grenze zur Schweiz.
Das Vergaldatal ist eine Wildruhezone. Die Gebiete nördlich und östlich der Ritzenspitze sowie die Flächen rund um die Edelweißwände dürfen ganzjährig nicht betreten werden. Das Gebiet zwischen den Ritzenspitzen und der Valzifenzalpe darf in der Zeit vom 1. November bis zum 31. Mai nicht betreten werden, auch schifahren ist nicht erlaubt.
Weitere Seitentäler westlich im Rätikon sind das Gargellner Alptobel vom Ort Gargellen bis zum St. Antönier Joch, das Sarotlatal bis zum Sarotlapass, das Rütital und das Gweiltal bis zum Gweiljoch.
Östlich in der Silvretta ist das Valiseratal. Das Schigebiet Silvretta Nova liegt östlich des Gargllentals, hat aber keine Verbindung zum Gargellental, sondern wird erschlossen von Galgenul und Gaschurn im Talboden des Montafons.

## Benachbarte Täler
Westlich liegt das Gampadelstal, östlich das Novatal. Das Vergaldatal ist über das Matscher Joch und Vergaldner Joch aus dem Garneratal zu Fuß erreichbar. Auf Schweizer Seite liegt im Südwesten das Partnun und im Süden das Schlappintal.
|              | Montafon     |                      |
| Gampadelstal |              | Novatal - Garneratal |
| Partnun      | Schlappintal |                      |

## Besiedlung
Die Gargellener Straße L192 erschließt das Tal. Das Dorf Gargellen gilt als Luftkurort. Das Tal ist geprägt von der Landwirtschaft und dem Tourismus, es gibt auch ein kleines Schigebiet.